# Running (canção de Jessie Ware)
"Running" é uma canção da cantora e compositora inglesa Jessie Ware contida em seu primeiro álbum de estúdio, Devotion (2012).  Foi composta pela própria com o auxilio de Brey Baptista e Julio Bashmore, que também a produziu junta a
Dave Okumu. A canção foi lançada no Reino Unido em 24 de fevereiro de 2012. O circuito da bateria usado no refrão foi baseada em "The Ballad of Dorothy Parker" de Prince.
"Running" teve um desempenho comercial razoável, atingindo a décima sétima posição na Bélgica, e se posicionando nas 99.º posição em Países Baixos. No Reino Unido, atingiu a posição 165.º da parada UK Singles Chart.

## Lista de faixas
| Descarga digital |                              |         |  |
| N.º              | Título                       | Duração |  |
| 1.               | "Running"                    | 4:29    |  |
| 2.               | "Running" (Disclosure Remix) | 5:17    |  |

## Desempenho nas tabelas musicais

### Posições
| Parada (2012)                       | Melhor posição |
| ----------------------------------- | -------------- |
| Bélgica - Ultratip (Flandres)       | 17             |
| Países Baixos - Mega Single Top 100 | 99             |
| Reino Unido - UK Singles Chart      | 165            |